# Congrinae
Sous-famille
La sous-famille des Congrinae regroupe des poissons anguilliformes appartenant à la famille des Congridae.

## Genres
- Acromycter Smith et Kanazawa, 1977.
- Bassanago Whitley, 1948.
- Bathycongrus Ogilby, 1898.
- Bathyuroconger Fowler, 1934.
- Blachea Karrer et Smith, 1980.
- Conger Bosc, 1817.
- Congrhynchus Fowler, 1934.
- Congriscus Jordan et Hubbs, 1925.
- Congrosoma Garman, 1899.
- Diploconger Kotthaus, 1968.
- Gavialiceps Alcock, 1889.
- Gnathophis Kaup, 1860.
- Japonoconger Asano, 1958.
- Lumiconger Castle et Paxton, 1984.
- Macrocephenchelys Fowler, 1934.
- Paruroconger Blache et Bauchot, 1976.
- Promyllantor Alcock, 1890.
- Pseudophichthys Roule, 1915.
- Rhynchoconger Jordan et Hubbs, 1925.
- Scalanago Whitley, 1935.
- Uroconger Kaup, 1856.
- Xenomystax Gilbert, 1891.